# Japan op het wereldkampioenschap voetbal 2018
Japan is een van de deelnemende landen aan het Wereldkampioenschap voetbal 2018 in Rusland. Het is de zesde deelname voor het land. Japan werd in de achtste finale uitgeschakeld door België.

## Kwalificatie

### Tweede ronde

#### Groep E
| Land        | Wed | Win | Gel | Ver | DV | DT | +/− | Pnt |
| ----------- | --- | --- | --- | --- | -- | -- | --- | --- |
| Japan       | 8   | 7   | 1   | 0   | 27 | 0  | +27 | 22  |
| Syrië       | 8   | 6   | 0   | 2   | 26 | 11 | +15 | 18  |
| Singapore   | 8   | 3   | 1   | 4   | 9  | 9  | 0   | 10  |
| Afghanistan | 8   | 3   | 0   | 5   | 8  | 24 | –16 | 9   |
| Cambodja    | 8   | 0   | 0   | 8   | 1  | 27 | –26 | 0   |

#### Wedstrijden
|                          |       |       |           |                                                                                                |
| 16 juni 2015 19:30 UTC+9 | Japan | 0 − 0 | Singapore | Saitamastadion, Saitama Toeschouwers: 57.533 Scheidsrechter: Mohanad Qasim Eesee Sarray (Irak) |
| 16 juni 2015 19:30 UTC+9 |       |       |           | Saitamastadion, Saitama Toeschouwers: 57.533 Scheidsrechter: Mohanad Qasim Eesee Sarray (Irak) |

|                              |                                  |       |          |                                                                                       |
| 3 september 2015 19:26 UTC+9 | Japan                            | 3 − 0 | Cambodja | Saitamastadion, Saitama Toeschouwers: 54.716 Scheidsrechter: Kim Hee-gon (Zuid-Korea) |
| 3 september 2015 19:26 UTC+9 | Honda 28' Yoshida 50' Kagawa 61' |       |          | Saitamastadion, Saitama Toeschouwers: 54.716 Scheidsrechter: Kim Hee-gon (Zuid-Korea) |

|                                 |             |                                                          |       |                                                                                           |
| 8 september 2015 16:55 UTC+4:30 | Afghanistan | 0 − 6                                                    | Japan | Azadistadion, Teheran (Iran) Toeschouwers: 8.650 Scheidsrechter: Khamis Al-Kuwari (Qatar) |
| 8 september 2015 16:55 UTC+4:30 |             | 10', 50' Kagawa 35' Morishige 57', 60' Okazaki 74' Honda |       | Azadistadion, Teheran (Iran) Toeschouwers: 8.650 Scheidsrechter: Khamis Al-Kuwari (Qatar) |

|                            |       |                                        |       |                                                                                              |
| 8 oktober 2015 17:00 UTC+4 | Syrië | 0 − 3                                  | Japan | Al-Seeb Stadium, Seeb (Oman) Toeschouwers: 680 Scheidsrechter: Ravshan Irmatov (Oezbekistan) |
| 8 oktober 2015 17:00 UTC+4 |       | 55' (pen.) Honda 70' Okazaki 88' Usami |       | Al-Seeb Stadium, Seeb (Oman) Toeschouwers: 680 Scheidsrechter: Ravshan Irmatov (Oezbekistan) |

|                              |           |                                    |       |                                                                                                 |
| 12 november 2015 19:15 UTC+8 | Singapore | 0 − 3                              | Japan | National Stadium, Kallang Toeschouwers: 33.868 Scheidsrechter: Fahad Al-Mirdasi (Saoedi-Arabië) |
| 12 november 2015 19:15 UTC+8 |           | 20' Kanazaki 26' Honda 88' Yoshida |       | National Stadium, Kallang Toeschouwers: 33.868 Scheidsrechter: Fahad Al-Mirdasi (Saoedi-Arabië) |

|                              |          |                            |       | |
| 17 november 2015 19:14 UTC+7 | Cambodja | 0 − 2                      | Japan | Phnom Penh National Olympic Stadium, Phnom Penh Toeschouwers: 29.871 Scheidsrechter: Fu Ming (China) |
| 17 november 2015 19:14 UTC+7 |          | 51' (e.d.) Khoun 90' Honda |       | Phnom Penh National Olympic Stadium, Phnom Penh Toeschouwers: 29.871 Scheidsrechter: Fu Ming (China) |

|                           |                                                                        |       |             |                                                                                                |
| 24 maart 2016 19:30 UTC+9 | Japan                                                                  | 5 − 0 | Afghanistan | Saitamastadion, Saitama Toeschouwers: 48.967 Scheidsrechter: Mohanad Qasim Eesee Sarray (Irak) |
| 24 maart 2016 19:30 UTC+9 | Okazaki 43' Kiyotake 50' Mukhammad 63' (e.d.) Yoshida 74' Kanazaki 78' |       |             | Saitamastadion, Saitama Toeschouwers: 48.967 Scheidsrechter: Mohanad Qasim Eesee Sarray (Irak) |

|                           |                                                               |       |       |                                                                                     |
| 29 maart 2016 19:30 UTC+9 | Japan                                                         | 5 − 0 | Syrië | Saitamastadion, Saitama Toeschouwers: 57.475 Scheidsrechter: Alireza Faghani (Iran) |
| 29 maart 2016 19:30 UTC+9 | Al Masri 17' (e.d.) Kagawa 66', 90' Honda 86' Haraguchi 90+3' |       |       | Saitamastadion, Saitama Toeschouwers: 57.475 Scheidsrechter: Alireza Faghani (Iran) |

### Derde ronde

#### Groep B
| Geplaatst voor de WK-eindronde (nrs. 1 en 2) |
| Play-offs tegen nummer 3 groep A             |
| Uitgeschakeld voor de WK-eindronde           |

| Stand \| Nr. \| Land \| GW \| W \| G \| V \| DV \| DT \| DS \| Ptn \| \| --- \| ------------- \| -- \| - \| - \| - \| -- \| -- \| --- \| --- \| \| 1 \| Japan \| 10 \| 6 \| 2 \| 2 \| 17 \| 7 \| +10 \| 20 \| \| 2 \| Saoedi-Arabië \| 10 \| 6 \| 1 \| 3 \| 17 \| 10 \| +7 \| 19 \| \| 3 \| Australië \| 10 \| 5 \| 4 \| 1 \| 16 \| 11 \| +5 \| 19 \| \| 4 \| V.A.E. \| 10 \| 4 \| 1 \| 5 \| 10 \| 13 \| –3 \| 13 \| \| 5 \| Irak \| 10 \| 3 \| 2 \| 5 \| 11 \| 12 \| −1 \| 11 \| \| 6 \| Thailand \| 10 \| 0 \| 2 \| 8 \| 6 \| 24 \| –18 \| 2 \| |               |    |   |   |   |    |    |     |     |
| Nr. | Land          | GW | W | G | V | DV | DT | DS  | Ptn |
| 1 | Japan         | 10 | 6 | 2 | 2 | 17 | 7  | +10 | 20  |
| 2 | Saoedi-Arabië | 10 | 6 | 1 | 3 | 17 | 10 | +7  | 19  |
| 3 | Australië     | 10 | 5 | 4 | 1 | 16 | 11 | +5  | 19  |
| 4 | V.A.E.        | 10 | 4 | 1 | 5 | 10 | 13 | –3  | 13  |
| 5 | Irak          | 10 | 3 | 2 | 5 | 11 | 12 | −1  | 11  |
| 6 | Thailand      | 10 | 0 | 2 | 8 | 6  | 24 | –18 | 2   |

#### Wedstrijden
|                              |           |       |                              |                                                                                            |
| 1 september 2016 19:35 UTC+9 | Japan     | 1 − 2 | Verenigde Arabische Emiraten | Saitamastadion, Saitama Toeschouwers: 58.895 Scheidsrechter: Abdulrahman Al-Jassim (Qatar) |
| 1 september 2016 19:35 UTC+9 | Honda 11' |       | 20', 54' (pen.) Khalil       | Saitamastadion, Saitama Toeschouwers: 58.895 Scheidsrechter: Abdulrahman Al-Jassim (Qatar) |

|                              |          |                         |       |                                                                                       |
| 6 september 2016 19:15 UTC+7 | Thailand | 0 − 2                   | Japan | Rajamangala Stadium, Bangkok Toeschouwers: 44.500 Scheidsrechter: Mohsen Torky (Iran) |
| 6 september 2016 19:15 UTC+7 |          | 17' Haraguchi 75' Asano |       | Rajamangala Stadium, Bangkok Toeschouwers: 44.500 Scheidsrechter: Mohsen Torky (Iran) |

|                            |                               |       |                |                                                                                        |
| 6 oktober 2016 19:35 UTC+9 | Japan                         | 2 − 1 | Irak           | Saitamastadion, Saitama Toeschouwers: 57.768 Scheidsrechter: Kim Dong-jin (Zuid-Korea) |
| 6 oktober 2016 19:35 UTC+9 | Haraguchi 26' Yamaguchi 90+5' |       | 60' Abdul-Amir | Saitamastadion, Saitama Toeschouwers: 57.768 Scheidsrechter: Kim Dong-jin (Zuid-Korea) |

|                              |                    |       |              |                                                                                             |
| 11 oktober 2016 20:00 UTC+11 | Australië          | 1 − 1 | Japan        | Docklands Stadium, Melbourne Toeschouwers: 48.460 Scheidsrechter: Nawaf Shukralla (Bahrein) |
| 11 oktober 2016 20:00 UTC+11 | Jedinak 52' (pen.) |       | 5' Haraguchi | Docklands Stadium, Melbourne Toeschouwers: 48.460 Scheidsrechter: Nawaf Shukralla (Bahrein) |

|                              |                                   |       |                 |                                                                                        |
| 15 november 2016 19:35 UTC+9 | Japan                             | 2 − 1 | Saoedi-Arabië   | Saitamastadion, Saitama Toeschouwers: 58.420 Scheidsrechter: Muhammad Taqi (Singapore) |
| 15 november 2016 19:35 UTC+9 | Kiyotake 45' (pen.) Haraguchi 80' |       | 90' Om. Hawsawi | Saitamastadion, Saitama Toeschouwers: 58.420 Scheidsrechter: Muhammad Taqi (Singapore) |

|                           |                              |                    |       | |
| 23 maart 2017 19:30 UTC+4 | Verenigde Arabische Emiraten | 0 − 2              | Japan | Hazza Bin Zayed Stadion, Al Ain Toeschouwers: 23.725 Scheidsrechter: Ravshan Irmatov (Oezbekistan) |
| 23 maart 2017 19:30 UTC+4 |                              | 13' Kubo 51' Konno |       | Hazza Bin Zayed Stadion, Al Ain Toeschouwers: 23.725 Scheidsrechter: Ravshan Irmatov (Oezbekistan) |

|                           |                                            |       |          |                                                                                        |
| 28 maart 2017 19:35 UTC+9 | Japan                                      | 4 − 0 | Thailand | Saitamastadion, Saitama Toeschouwers: 59.003 Scheidsrechter: Kim Dong-jin (Zuid-Korea) |
| 28 maart 2017 19:35 UTC+9 | Kagawa 8' Okazaki 19' Kubo 57' Yoshida 83' |       |          | Saitamastadion, Saitama Toeschouwers: 59.003 Scheidsrechter: Kim Dong-jin (Zuid-Korea) |

|                             |           |       |          |                                                                               |
| 13 juni 2017 16:55 UTC+4:30 | Irak      | 1 − 1 | Japan    | PAS Stadium, Teheran (Iran) Toeschouwers: 983 Scheidsrechter: Fu Ming (China) |
| 13 juni 2017 16:55 UTC+4:30 | Kamel 72' |       | 8' Osako | PAS Stadium, Teheran (Iran) Toeschouwers: 983 Scheidsrechter: Fu Ming (China) |

|                              |                        |       |           |                                                                                     |
| 31 augustus 2017 19:35 UTC+9 | Japan                  | 2 − 0 | Australië | Saitamastadion, Saitama Toeschouwers: 59.492 Scheidsrechter: Alireza Faghani (Iran) |
| 31 augustus 2017 19:35 UTC+9 | Asano 41' Ideguchi 82' |       |           | Saitamastadion, Saitama Toeschouwers: 59.492 Scheidsrechter: Alireza Faghani (Iran) |

|                              |                 |       |       | |
| 5 september 2017 20:30 UTC+3 | Saoedi-Arabië   | 1 − 0 | Japan | Koning Abdoellah Sportstad, Jeddah Toeschouwers: 62.165 Scheidsrechter: Valentin Kovalenko (Oezbekistan) |
| 5 september 2017 20:30 UTC+3 | Al-Muwallad 63' |       |       | Koning Abdoellah Sportstad, Jeddah Toeschouwers: 62.165 Scheidsrechter: Valentin Kovalenko (Oezbekistan) |

## WK-voorbereiding

### Wedstrijden
|                                                   |            |       |                                  | |
| 10 november 2017 «onderlinge duels» 13:00 (UTC+1) | Japan      | 1 – 3 | Brazilië                         | Stade Pierre-Mauroy, Villeneuve d'Ascq (Frankrijk) Toeschouwers: 16.920 Scheidsrechter: Benoît Bastien (Frankrijk) |
| 10 november 2017 «onderlinge duels» 13:00 (UTC+1) | Makino 63' |       | 10' Neymar 17' Marcelo 36' Jesus | Stade Pierre-Mauroy, Villeneuve d'Ascq (Frankrijk) Toeschouwers: 16.920 Scheidsrechter: Benoît Bastien (Frankrijk) |

|                                                   |               |       |       |                                                                                            |
| 14 november 2017 «onderlinge duels» 20:45 (UTC+1) | België        | 1 – 0 | Japan | Jan Breydelstadion, Brugge Toeschouwers: 21.000 Scheidsrechter: Danny Makkelie (Nederland) |
| 14 november 2017 «onderlinge duels» 20:45 (UTC+1) | R. Lukaku 72' |       |       | Jan Breydelstadion, Brugge Toeschouwers: 21.000 Scheidsrechter: Danny Makkelie (Nederland) |

|                                                |                |       |                  |                                                                                                   |
| 23 maart 2018 «onderlinge duels» 13:20 (UTC+1) | Japan          | 1 – 1 | Mali             | Maurice Dufrasnestadion, Luik (België) Toeschouwers: 250 Scheidsrechter: Erik Lambrechts (België) |
| 23 maart 2018 «onderlinge duels» 13:20 (UTC+1) | Nakajima 90+5' |       | 43' (pen.) Diaby | Maurice Dufrasnestadion, Luik (België) Toeschouwers: 250 Scheidsrechter: Erik Lambrechts (België) |

|                                                |            |       |                               | |
| 27 maart 2018 «onderlinge duels» 14:20 (UTC+2) | Japan      | 1 – 2 | Oekraïne                      | Maurice Dufrasnestadion, Luik (België) Toeschouwers: 2.529 Scheidsrechter: Bart Vertenten (België) |
| 27 maart 2018 «onderlinge duels» 14:20 (UTC+2) | Makino 41' |       | 21' (e.d.) Ueda 69' Karavajev | Maurice Dufrasnestadion, Luik (België) Toeschouwers: 2.529 Scheidsrechter: Bart Vertenten (België) |

|                                              |       |                                 |       |                                                                 |
| 30 mei 2018 «onderlinge duels» 12:25 (UTC+2) | Japan | 0 – 2                           | Ghana | Nissanstadion, Yokohama Scheidsrechter: Chris Beath (Australië) |
| 30 mei 2018 «onderlinge duels» 12:25 (UTC+2) |       | 9' Partey 51' (pen.) E. Boateng |       | Nissanstadion, Yokohama Scheidsrechter: Chris Beath (Australië) |

|                                              |                                    |       |       |                                                                        |
| 8 juni 2018 «onderlinge duels» 19:00 (UTC+2) | Zwitserland                        | 2 – 0 | Japan | Stadio di Cornaredo, Lugano Scheidsrechter: Amaury Delerue (Frankrijk) |
| 8 juni 2018 «onderlinge duels» 19:00 (UTC+2) | Rodríguez 42' (pen.) Seferović 82' |       |       | Stadio di Cornaredo, Lugano Scheidsrechter: Amaury Delerue (Frankrijk) |

|                                               |                                                 |       |                      | |
| 12 juni 2018 «onderlinge duels» 15:05 (UTC+2) | Japan                                           | 4 – 2 | Paraguay             | Tivoli Neu, Innsbruck (Oostenrijk) Toeschouwers: 1.200 Scheidsrechter: Oliver Drachta (Oostenrijk) |
| 12 juni 2018 «onderlinge duels» 15:05 (UTC+2) | Inui 51', 63' Santander 77' (e.d.) Kagawa 90+1' |       | 32' Romero 90' Ortiz | Tivoli Neu, Innsbruck (Oostenrijk) Toeschouwers: 1.200 Scheidsrechter: Oliver Drachta (Oostenrijk) |

## Het Wereldkampioenschap
Op 1 december 2017 werd er geloot voor de groepsfase van het wereldkampioenschap voetbal 2018. Japan werd samen met Polen, Senegal en Colombia ondergebracht in groep H, en kreeg daardoor Saransk, Jekaterinenburg en Wolgograd als speelsteden.

### Wedstrijden

#### Groepsfase
| Nr. | Land     | GW | W | G | V | DV | DT | DS | Ptn |
| --- | -------- | -- | - | - | - | -- | -- | -- | --- |
| 1   | Colombia | 3  | 2 | 1 | 0 | 5  | 2  | +3 | 6   |
| 2   | Japan    | 3  | 1 | 1 | 1 | 4  | 4  | 0  | 4   |
| 3   | Senegal  | 3  | 1 | 1 | 1 | 4  | 4  | 0  | 4   |
| 4   | Polen    | 3  | 1 | 0 | 2 | 2  | 5  | −3 | 3   |

|                                               |                            |       |                            |                                                                            |
| 19 juni 2018 «onderlinge duels» 15:00 (UTC+3) | Colombia                   | 1 – 2 | Japan                      | Mordovia Arena, Saransk Toeschouwers: 40.842 Scheidsrechter: Damir Skomina |
| 19 juni 2018 «onderlinge duels» 15:00 (UTC+3) | C. Sánchez 4' Quintero 39' |       | 6' (pen.) Kagawa 73' Osako | Mordovia Arena, Saransk Toeschouwers: 40.842 Scheidsrechter: Damir Skomina |

|                                               |                    |       |                    |                                                                                        |
| 24 juni 2018 «onderlinge duels» 20:00 (UTC+5) | Japan              | 2 – 2 | Senegal            | Centraal Stadion, Jekaterinenburg Toeschouwers: 32.572 Scheidsrechter: Gianluca Rocchi |
| 24 juni 2018 «onderlinge duels» 20:00 (UTC+5) | Inui 34' Honda 78' |       | 11' Mané 71' Wagué | Centraal Stadion, Jekaterinenburg Toeschouwers: 32.572 Scheidsrechter: Gianluca Rocchi |

|                                               |       |              |       |                                                          |
| 28 juni 2018 «onderlinge duels» 17:00 (UTC+3) | Japan | 0 – 1        | Polen | Volgograd Arena, Wolgograd Scheidsrechter: Janny Sikazwe |
| 28 juni 2018 «onderlinge duels» 17:00 (UTC+3) |       | 59' Bednarek |       | Volgograd Arena, Wolgograd Scheidsrechter: Janny Sikazwe |

#### Achtste finale
|                                              |                                          |       |                        |                                                                                      |
| 2 juli 2018 «onderlinge duels» 21:00 (UTC+3) | België                                   | 3 – 2 | Japan                  | Rostov Arena, Rostov aan de Don Toeschouwers: 41.466 Scheidsrechter: Malang Diedhiou |
| 2 juli 2018 «onderlinge duels» 21:00 (UTC+3) | Vertonghen 69' Fellaini 74' Chadli 90+4' |       | 48' Haraguchi 52' Inui | Rostov Arena, Rostov aan de Don Toeschouwers: 41.466 Scheidsrechter: Malang Diedhiou |

JFA · A-Internationals · Selecties · Bondscoaches · Statistieken · Olympisch elftal · Japans vrouwenelftal · Japan U21 · Japan U20 · Japan U19 · Japan U18 · Japan U17
1910 – 1949 · 
1950 – 1959 · 
1960 – 1969 · 
1970 – 1979 · 
1980 – 1989 · 
1990 – 1999 · 
2000 – 2009 · 
2010 – 2019 · 
2020 – 2029
CC 1995 · 
CC 2001 · 
CC 2003 · 
CC 2005
WK 1998 · 
WK 2002 · 
WK 2006 · 
WK 2010 · 
WK 2014 · 
WK 2018
OS 1936 · 
OS 1956 ·
OS 1964 · 
OS 1968 · 
OS 1996 ·
OS 2000 ·
OS 2004 ·
OS 2008 ·
OS 2012 ·
OS 2016 ·
OS 2020
1917 · 
1918 · 1919 · 
1921 · 
1922 · 
1923 · 
1924 · 
1925 · 
1926 · 
1927 · 
1928 · 1929 · 
1930 · 
1931 · 1932 · 1933 · 
1934 · 
1935 · 
1936 · 
1937 · 1938 · 
1939 · 
1940 · 
1941 · 
1942 · 
1943 – 1950 · 
1951 · 
1952 · 1953 · 
1954 · 
1955 · 
1956 · 
1957 · 
1958 · 
1959 · 
1960 · 
1961 · 
1962 · 
1963 · 
1964 · 
1965 · 
1966 · 
1967 · 
1968 · 
1969 · 
1970 · 
1971 · 
1972 · 
1973 · 
1974 · 
1975 · 
1976 · 
1977 · 
1978 · 
1979 · 
1980 · 
1981 · 
1982 · 
1983 · 
1984 · 
1985 · 
1986 · 
1987 · 
1988 · 
1989 · 
1990 · 
1991 · 
1992 · 
1993 · 
1994 · 
1995 · 
1996 · 
1997 · 
1998 · 
1999 · 
2000 · 
2001 · 
2002 · 
2003 · 
2004 · 
2005 · 
2006 · 
2007 · 
2008 · 
2009 · 
2010 · 
2011 · 
2012 · 
2013 · 
2014 · 
2015 ·
2016 ·
2017 ·
2018 ·
2019 ·
2020 ·
2021 ·
2022
Afghanistan ·
Angola ·
Argentinië ·
Australië ·
Azerbeidzjan · 
Bahrein ·
Bangladesh ·
België ·
Bolivia ·
Bosnië en Herzegovina ·
Brazilië ·
Brunei ·
Bulgarije ·
Cambodja ·
Canada ·
Chili ·
China ·
Colombia ·
Costa Rica ·
Cyprus ·
Denemarken ·
Duitsland ·
Ecuador ·
Egypte ·
El Salvador ·
Engeland ·
Filipijnen ·
Finland ·
Frankrijk ·
Ghana ·
Griekenland ·
Guatemala ·
Haïti ·
Honduras ·
Hongarije ·
Hongkong ·
IJsland ·
India ·
Indonesië ·
Irak ·
Iran ·
Israël ·
Italië ·
Ivoorkust ·
Jamaica ·
Jemen ·
Joegoslavië ·
Jordanië ·
Kameroen ·
Kazachstan ·
Kirgizië ·
Koeweit ·
Kroatië ·
Letland ·
Luxemburg ·
Macau ·
Maleisië ·
Mali ·
Malta ·
Mexico ·
Mongolië ·
Montenegro ·
Myanmar ·
Nederland ·
Nepal ·
Nieuw-Zeeland ·
Nigeria ·
Noord-Korea ·
Noorwegen ·
Oekraïne ·
Oezbekistan ·
Oman ·
Oostenrijk ·
Pakistan ·
Palestina ·
Panama ·
Paraguay ·
Peru ·
Polen ·
Qatar ·
Roemenië ·
Rusland ·
Saoedi-Arabië ·
Schotland ·
Senegal ·
Servië ·
Servië en Montenegro ·
Singapore ·
Slowakije ·
Sovjet-Unie ·
Spanje ·
Sri Lanka ·
Syrië ·
Tadzjikistan ·
Taiwan ·
Thailand ·
Togo ·
Trinidad en Tobago ·
Tsjechië ·
Tunesië ·
Turkije ·
Turkmenistan ·
Uruguay ·
Venezuela ·
Verenigde Arabische Emiraten ·
Verenigde Staten ·
Vietnam ·
Wales ·
Wit-Rusland ·
Zambia ·
Zuid-Afrika ·
Zuid-Jemen ·
Zuid-Korea ·
Zuid-Vietnam ·
Zweden ·
Zwitserland
Australië (2006) · 
Brazilië (2006) · 
België (2018) · 
Colombia (2014) · 
Colombia (2018) ·
Denemarken (2010) ·
Duitsland (2022) · 
Frankrijk (2001) · 
Griekenland (2014) · 
Ivoorkust (2014) · 
Kameroen (2010) · 
Kroatië (2006) · 
Nederland (2010) ·
Polen (2018) ·
Senegal (2018) ·
Spanje (2022)